# Wendy Tilby y Amanda Forbis
Wendy Tilby y Amanda Forbis son un dúo de animación canadiense. El 24 de enero de 2012, recibieron su segunda nominación al Óscar, por el cortometraje animado del National Film Board of Canada (NFB), Wild Life. Además de escribir y dirigir la película, Forbis y Tilby dibujaron y pintaron cada fotograma en gouache y escribieron la letra de la última canción de la película. Solo pudieron trabajar en Wild Life a tiempo parcial, debido a obligaciones comerciales, y se informa que la película les tomó de seis a más de siete años, desde el concepto hasta su finalización.

## Carreras
Ambos originarios de Alberta, se conocieron por primera vez en Vancouver en el Emily Carr College of Art and Design. En 2003, se mudaron de Montreal a Calgary, donde se crio Forbis. Además de su trabajo en la NFB, han colaborado en talleres y comerciales, trabajando con Acme Filmworks, con sede en Los Ángeles, en importantes campañas publicitarias, sobre todo para United Airlines. En 2007, fundaron el Festival de Cine Bleak Midwinter en su barrio natal de Inglewood, Calgary.

## Filmografía

### Wendy Tilby

#### Directora
| Año  | Título                       | Notas        | Ref.         |
| ---- | ---------------------------- | ------------ | ------------ |
| 1986 | Tables of Contents           | Cortometraje | [ 5 ] [ 6 ]  |
| 1991 | Strings                      | Cortometraje | [ 7 ] [ 8 ]  |
| 1995 | Inside Out                   |              |              |
| 1999 | When the Day Breaks          | Cortometraje | [ 9 ] [ 10 ] |
| 2006 | United Airlines: The Meeting | Corto        |              |
| 2011 | Wild Life                    | Cortometraje |              |

#### Animadora de la NFB
| Año  | Título                                                           | Notas                   |
| ---- | ---------------------------------------------------------------- | ----------------------- |
| 1992 | Manufacturing Consent                                            | Documental              |
| 1994 | Toward a Vision of a Future Society                              | Cortometraje            |
| 1994 | Holocaust Denial vs. Freedom of Speech                           | Cortometraje documental |
| 1994 | Concision: No Time for New Ideas                                 | Corto                   |
| 1994 | A Propaganda Model of the Media Plus Exploring Alternative Media | Corto                   |
| 1994 | A Case Study: Cambodia and East Timor                            | Cortometraje documental |

#### Escritora
| Año  | Título              | Notas        |
| ---- | ------------------- | ------------ |
| 1991 | Strings             | Cortometraje |
| 1999 | When the Day Breaks | Cortometraje |
| 2011 | Wild Life           | Cortometraje |

### Amanda Forbis

#### Directora
| Año  | Título                       | Notas        |
| ---- | ---------------------------- | ------------ |
| 1999 | When the Day Breaks          | Cortometraje |
| 2006 | United Airlines: The Meeting | Corto        |
| 2011 | Wild Life                    | Cortometraje |

#### Animadora de la NFB
| Año  | Título               | Notas                   |
| ---- | -------------------- | ----------------------- |
| 1994 | Seven Crows a Secret | Cortometraje documental |
| 2003 | Joe                  | Corto                   |

#### Escritora
| Año  | Título    | Notas        | Ref.   |
| ---- | --------- | ------------ | ------ |
| 2011 | Wild Life | Cortometraje | [ 11 ] |

## Premios
| Año  | Premio                                   | Categoría                       | Trabajo             | Resultado | Ref.   |
| ---- | ---------------------------------------- | ------------------------------- | ------------------- | --------- | ------ |
| 1991 | Animafest Zagreb                         | Mejor Cortometraje              | Strings             | Nominado  | [ 12 ] |
| 1999 | Premios Óscar                            | Óscar al mejor cortometraje     | When the Day Breaks | Nominado  |        |
| 1999 | Festival de Cannes                       | Mejor Cortometraje              | When the Day Breaks | Ganador   | [ 13 ] |
| 1999 | Academia Canadiense de Cine y Televisión | Mejor Cortometraje de Animación | When the Day Breaks | Ganador   | [ 13 ] |

## Vidas personales

### Wendy Tilby
Wendy Tilby nació en 1960 en Edmonton, Alberta, Canadá. Tilby estudió artes visuales y literatura en la Universidad de Victoria antes de estudiar cine y animación en el Instituto de Arte y Diseño Emily Carr, donde conoció a Forbis. Tilby solía enseñar animación en Harvard y en la Universidad de Concordia . Tilby también fue examinador externo de animación en el Royal College of Art de Londres entre 2007 y 2009.

### Amanda Forbis
Amanda Forbis asistió a la Universidad de Lethbridge y al Instituto de Arte y Diseño Emily Carr. Al igual que Tilby, pasó del Instituto Emily Carr a completar el trabajo de animación para el National Film Board of Canada en el cortometraje de 1995 The Reluctant Deckhand. Forbis también ha trabajado como instructor en el Arts Umbrella Children's Art Center en Vancouver, además de dirigir muchos talleres de animación para niños.

## Estilos de animación

### Strings
Esta película no fue una colaboración entre Tilby y Forbis, solo Tilby trabajó en ella. El estilo de animación utilizado recuerda el método de Caroline Leaf de pintar sobre vidrio esmerilado, utilizado en su cortometraje de 1976, The Street. Sin embargo, Tilby usó iluminación inferior en su película, en lugar de iluminación superior como Caroline Leaf. Usó un aparato de cámara de animación y trabajó directamente debajo de la cámara, aplicó, movió y eliminó las pinturas de colores sobre el vidrio hasta terminar el marco. Cuando el cuadro estuvo completo, tomó dos cuadros de metraje de la cámara superior. Luego modificaba la imagen para hacer el siguiente cuadro y repetía el proceso. Para hacer detalles en las caras de los personajes y en su lenguaje corporal, Tilby usó un lápiz óptico y grabó detalles en la pintura. También usó sus dedos, hisopos y pañuelos para mover la pintura alrededor del vidrio y cambiar la escena. Tilby disfruta usando este método porque la artista borra el trabajo anterior a medida que avanza, y la obliga a no detenerse en lo que ya filmó y continuar con la filmación.

### When the Day Breaks
Esta película fue codirigida por Tilby y Forbis y se realizó utilizando una nueva técnica de animación que diseñaron. El dúo usó una cámara de video Hi8 y filmó escenas de la vida real de personas y objetos, la película se enfoca en muchos objetos inanimados mundanos y otras cosas que pensaron que podrían incluir. Luego imprimieron imágenes fijas de estas escenas en una impresora de video conectada a una VCR como imágenes de tres por cuatro pulgadas que ampliaron ligeramente. Luego tomarían estos alambiques y dibujarían sobre ellos. Esta técnica fue diseñada para ahorrar tiempo, sin embargo, la película tardó unos cuatro años en completarse.

### Wild Life
En la creación de Wild Life, Tilby y Forbis experimentaron con muchas técnicas diferentes de animación. Querían encontrar una técnica que les ahorrara algo de tiempo, la última película que habían hecho les llevó cuatro años. Sin embargo, también querían asegurarse de que su técnica les permitiera obtener el aspecto y el estilo que querían para su película. Probaron muchas técnicas híbridas y de dibujo por computadora en un esfuerzo por ahorrar tiempo, sin embargo, finalmente descubrieron que el dibujo por computadora no funcionaba, ya que el efecto era demasiado limpio y no parecía adecuado para esta película. Decidieron imprimir sus imágenes en papel y usar fotogramas con técnica gouache. Luego escanearon estas imágenes en la computadora y, a veces, hacían compostaje en algunas de las imágenes. Este proceso terminó tomando alrededor de siete años, sin embargo, lograron la textura y el estilo que querían con la película.